# Länghems landskommun
Länghems landskommun var en tidigare kommun i dåvarande Älvsborgs län.

## Administrativ historik
I samband med att 1862 års kommunalförordningar trädde i kraft inrättades denna landskommun i Länghems socken i Kinds härad i Västergötland.
När 1952 års kommunreform genomfördes bildade den storkommun genom sammanläggning med de tidigare kommunerna Dannike och Månstad.
Kommunen upplöstes med utgången av år 1966 varvid Dannike församling överfördes till den då nybildade kommunen Dalsjöfors som 1974 uppgick i Borås kommun, medan församlingarna Länghem och Månstad gick till Tranemo landskommun som 1971 ombildades till Tranemo kommun.
Kommunkoden 1952-1966 var 1550.

### Kyrklig tillhörighet
I kyrkligt hänseende tillhörde kommunen Länghems församling. Den 1 januari 1952 tillkom församlingarna Dannike och Månstad.

## Geografi
Länghems landskommun omfattade den 1 januari 1952 en areal av 166,52 km², varav 150,12 km² land.

### Tätorter i kommunen 1960
| Tätort  | Folkmängd |
| ------- | --------- |
| Länghem | 494       |
| Dannike | 218       |

Tätortsgraden i kommunen var den 1 november 1960 30,6 procent.

## Politik

### Mandatfördelning i valen 1942-1962
| 7 | 5 | 2 | 6 |

| 20 |

| 8 | 6 | 1 | 5 |

| 18 |

| 11 | 12 | 4 | 8 |

| 31 |

| 11 | 11 | 4 | 9 |

| 31 |

| 10 | 11 | 3 | 11 |

| 26 | 9 |

| 11 | 11 | 3 | 10 |

| 28 | 7 |